# Let me (canción de Elvis Presley)

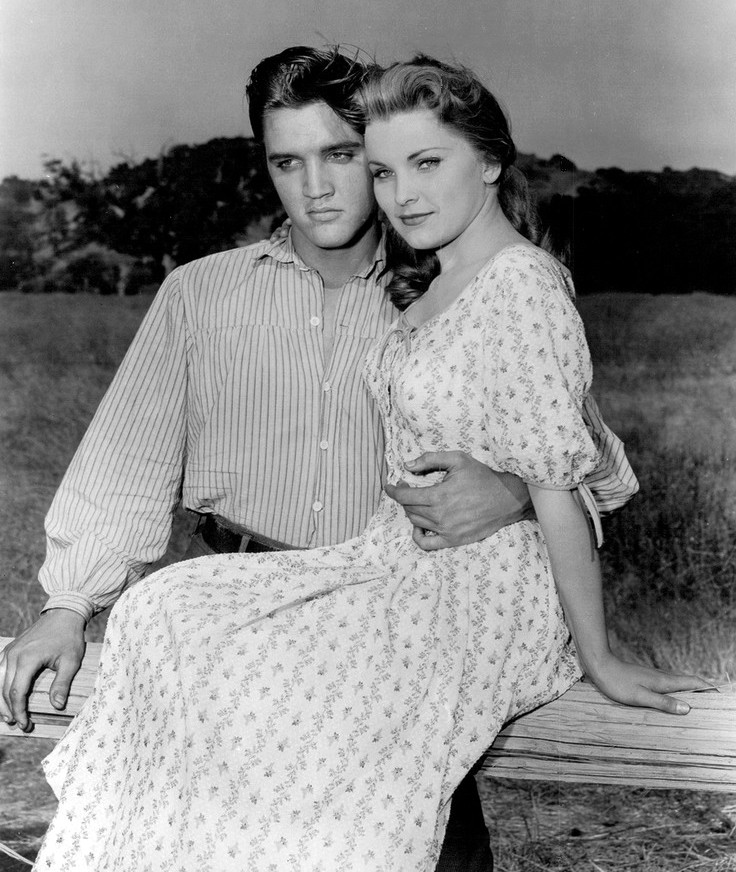
Elvis Presley y Deborah Paget en Love Me Tender

"Let me" (Déjame") es una canción de 1956 de Elvis Presley. La canción fue escrita por  Elvis Presley con música compuesta por Vera Matson,. La canción apareció en la película Love Me Tender de 20th Century Fox y fue lanzada como un Extended Play de RCA Victor en 1956.Además de ser editado como EP, el tema Let me sali´también al mercado como cara B de un simple con I got Stung en el lado A en 1958. 

## Antecedentes
"Let Me" fue grabada el 4 de septiembre de 1956 en Hollywood, California, en el estudio 20th Century Fox. Se trata de una canción en dos tiempos de estilo country y western a la cual Elvis le da cierto matiz de rockabilly.
"Let Me" apareció en la primera película de Elvis estrenada en 1956.  El tema fue lanzado al mercado en un EP de RCA Victor como merchandising de la película en cuestión, EPA-4006, que también incluía la canción principal homónima Love me tender, igualmente escrita por Elvis y que se convertiría en un clásico de su repertorio, "Poor Boy" y "We're Gonna Move".

## Banda sonora
En lugar de una banda sonora completa de larga duración, para la película Love Me Tender, las cuatro canciones que aparecen en la cinta se lanzaron como un disco de reproducción extendida de siete pulgadas y 45 RPM en RCA Records, Love Me Tender, catálogo EPA 4006, durante noviembre de 1956. 
Dos años después cuando se fundó la RIAA, el EP fue certificado Platino por la compañía. El EP alcanzó el puesto 10 en la lista de EP de Billboard y el puesto 22 en la lista de álbumes Billboard 200. Alcanzó el puesto número 9 en la lista de mejores álbumes pop con ventas de más de 600.000, además de llegar al puesto 35 en la lista de sencillos. 
Las cuatro canciones de la banda sonora del EP se grabaron en el Stage One de 20th Century Fox en Hollywood, en tres sesiones el 24 de agosto, 4 de septiembre y 1 de octubre de 1956. 

## Los músicos
Por razones de que Hall Wallis no deseaba que Elvis tuviera a su lado a una banda de "hillbillies" (montañeses) en la película, él se vio obligado a trabajar con otros músicos para grabar las canciones de la cinta cinematográfica,  quedando así la banda sonora compuesta por:
- Elvis Presley – voz
- Vito Mumolo –guitarra acústica líder
- Luther Rountree – guitarra acústica rítmica
- Carl Fortina – acordion
- Mike "Myer" Rubin – contrabajo
- Richard Cornell – batería
- Rad Robinson – coros
- Jon Dodson – coros
- Charles Prescott - coros